# Паул Аусерлайтнер (шанца)
| Данни на шанцата      | Данни на шанцата                 |
| --------------------- | -------------------------------- |
| Размер на шанцата     | 140 m                            |
| Калкулационна точка   | 125 m                            |
| Рекорд                | 145 m (Даики Ито, 6 януари 2005) |
| Летен рекорд          | 143,5 m (Якуб Янда, 03.09.2005)  |
| Височина              |                                  |
| Дължина на спускането | 118,5 m                          |
| Наклон на спускането  | 27°                              |
| Дължина на таблата    | 6,5 m                            |
| Наклон на таблата     | 11°                              |
| Височина на таблата   | 4,5 m                            |
| Скорост               | 94,3 km/h                        |
| Наклон на отскока     | 35°                              |

Паул-Аусерлайтнер е шанца за ски скокове в Бишофсхофен, Австрия.
Наименувана е на известния скиор Паул Аусерлайтнер. На шанцата ежегодно (най-често на 6 януари) се провежда последното от състезанията от Турнира на четирите шанци.

## История
Първата шанца, която е построена в Бишофсхофен е на име „Васерфал“ (водопад) през 1928 година. На нея са постижими скокове от над 40 метра.
През 1947 година на хълма Лайдерег е построена шанцата „Хохкьониг“. Откриването ѝ е на 26 декември 1947, когато Сеп Брадъл поставя първия рекорд от 86 метра.
През последвалите години конструкцията е подобрявана неколкократно. Първите подобрения са през 1950 на рампата за отскок. По време на тренировка през януари 1952 местният скачач Паул Аусерлайтнер се контузва тежко и почива от последствията на 9 януари 1952. Оттогава шанцата носи неговото име.
През 1953 е построена дървена кула за съдиите с височина 19,10 метра, а десет години по-късно е заменена с бетонна. През 1972 е построена кула от стоманобетон.
През 1982 ъгълът на спускане е коригиран на 37 градуса, а рампата за отскок скъсена с пет метра. Досегашното спускане по естествен хълм е заменено с рампа за спускане и кула от дърво и стоманобетон. По този начин ъгълът на рампата за спускане е увеличен на 27 градуса.
През 1991 в рамките на изпълнение на критериите на ФИС калкулационната точка е удължена на 120 метра. Около шанцата е построен ски-стадион на име „Сеп Брадъл“.
През 2000 година кулата на съдиите е взривена и заменена с нова. През 2003 шанцата е уголемена и напасната на условията за летни ски скококове, така че калкулационната точка да е на 125 метра през лятото, както през зимата.